# Łarisa Ratuszna
Łarisa Stiepanowna Ratuszna (ros. Лариса Степановна Ратушная, ukr. Лариса Степанівна Ратушна, ur. 9 stycznia 1921 w Tywriwie, zm. 18 marca 1944 w Winnicy) – radziecka sanitariuszka, działaczka podziemnej organizacji podczas wojny ZSRR z Niemcami, łączniczka partyzancka, odznaczona pośmiertnie Złotą Gwiazdą Bohatera Związku Radzieckiego (1965).

## Życiorys
Była narodowości ukraińskiej. W 1938 skończyła szkołę średnią, od 1937 należała do Komsomołu, od 1939 studiowała w Moskiewskim Uniwersytecie Państwowym, ukończyła kursy pielęgniarek. Od 1941 była sanitariuszką w Armii Czerwonej, od września 1941 na froncie, w październiku 1941 jako instruktorka sanitarna 8 Dywizji Pospolitego Ruszenia dostała się do niewoli w rejonie Naro-Fominska, zbiegła. W styczniu 1942 wstąpiła do podziemnej organizacji w okupowanej Winnicy i nawiązała łączność z oddziałem partyzanckim wchodzącym w skład Zgrupowania Partyzanckiego im. Lenina. W lipcu 1942 została aresztowana, w kwietniu 1943 zbiegła z obozu koncentracyjnego w Hniwaniu i wróciła do działalności podziemnej, kontynuując ją po śmierci przywódcy winnickiego podziemia I. Biewza i jego towarzyszy. Rozprowadzała publikacje podziemnej drukarni „Ukraina”, brała udział w gromadzeniu i dostarczaniu broni, amunicji i lekarstw dla oddziałów partyzanckich i wykonywała zadania dowództwa Zgrupowania Partyzanckiego im. Lenina. Została zabita przez zdrajcę. Pochowano ją w Winnicy.
Jej imieniem nazwano ulicę w Winnicy i szkolną drużynę pionierską. 8 maja 1965 pośmiertnie nadano jej tytuł Bohatera Związku Radzieckiego i Order Lenina.